# مركز الملك سلمان الاجتماعي
مركز الملك سلمان الاجتماعي هو هيئة سعودية غير ربحية، يقدم برامج وأنشطة ثقافية واجتماعية وترويحية لأفراد المجتمع، تحت مظلة خيرية خدمية، ويعد أحد أقدم المراكز في المملكة التي بدأت بتفعيل برامج جودة الحياة، بالإضافة إلى قيامه بمناشط التمكين المجتمعي. افتتح المركز في 12 رمضان 1417هـ.

## نبذة عن المركز
يعد مركز الملك سلمان الاجتماعي من الهيئات غير الربحية الرائدة في المملكة، ويقدم العديد من البرامج والأنشطة الثقافية والاجتماعية والصحية والتوعوية والترويحية والتطوعية بهدف الارتقاء بمستوى جودة حياة الأسرة السعودية، كما يعتبر منصة اجتماعية فاعلة لتمكين المجتمع والتكامل والتعاون مع القطاعات الثلاثة) العام والخاص والثالث) في تأدية المسؤولية الاجتماعية. 
بدأت فكرة تأسيس المركز بمبادرة من الأمير سعود بن عبد الله بن ثنيان آل سعود عام 1990 م ليكون صرحا يحمل اسم الأمير سلمان تكريماً له على ما قدمه من خدمات لمدينة الرياض وبمشارك معالي أمين مدينة الرياض آنذاك الشيخ عبد الله العلي النعيم وأعيان مدينة الرياض تم تنفيذ الفكرة 
كما تم افتتاح المركز رسمياً عام 1997 م، وهدف المركز منذ تأسيسه إلى أن يصبح مؤسسة وطنية لتقديم خدمات مجتمعية للأسرة السعودية، وتعزيز دور القطاع الثالث) القطاع الاجتماعي (في التنمية المجتمعية والارتقاء بهذا الدور إلى مفهوم خدمي معاصر مع الحفاظ على خصوصية القيم الإسلامية والتقاليد العربية. 
مع بداية عام 2018, أطلق المركز خطته الاستراتيجية لعشرة أعوام تهدف إلى تحقيق التطلعات المتجددة للمجتمع، وإلى مواكبة رؤية المملكة 2030 ويسعى المركز اليوم من خلال منصته الاجتماعية الوطنية النشطة، إلى المساهمة الفاعلة في رفع جودة الحياة للأسرة السعودية والإسهام في معالجة قضاياها الحياتية والمعيشية، بالإضافة إلى التعاون والتكامل بين القطاعات الثلاث الحكومي والخاص والاجتماعي لتعزيز مفهوم المسؤولية الاجتماعية والارتقاء بالأداء الاجتماعي بشكل عام. 
وفي ذات المسعى، تضمنت أهداف خطة المركز العديد من البرامج الاجتماعية الطموحة للارتقاء بمستوى الخدمات المقدمة للأسرة السعودية، وتفعيل الدور الذي يقوم به القطاع الثالث لمواكبة تطلعات رؤية المملكة 2030 كما تبنى المركز مؤخراً برنامجاً عميقاً في مدلولاته ومفهومه، تم إطلاقه تحت مسمى) وصل وتواصل (، سعياً إلى تحقيق التواصل بين أفراد المجتمع بصورة فعالة، وجسر الفجوة بين الأجيال علمياً وثقافياً ومعرفياً، وتعظيم الاستفادة من تجارب الآباء ونقلها إلى جيل الأبناء، وإطلاق الطاقات الايجابية الكامنة في الأجيال المتعاقبة، وترسيخ مفهوم القدوة الحسنة. ولعل أبرز ما تضمنته خطة المركز الاستراتيجية هو مسألة الاستدامة بمفهومها العميق والواسع والتي تشمل الأثر النوعي بقيمة مضافه للأعمال الاجتماعية جنباً إلى جنب مع استدامة الكفاءة التشغيلية والمالية للمنظمات غير الربحية، والاستدامة اللوجستية والاجتماعية والمالية تماشياً مع التطلعات المتجددة للأسر وتطلعات رؤية المملكة.

## التأسيس  1410هـ /1990م
جمعية مركز الملك سلمان الاجتماعي هي جمعية مرخصة من وزارة الموارد البشرية والتنمية الاجتماعية وتم تسجيلها لدى الوزارة بالسجل الخاص بالجمعيات الأهلية رقم) 116 (بموجب القرار الوزاري رقم) 38303 (وتاريخ (29 / 11 / 1414 وتسمى اختصاراً «مركز الملك سلمان الاجتماعي».

## المؤسسون
بموجب نظام الجمعيات والمؤسسات الأهلية الصادر بقرار مجلس الوزراء رقم 116 تاريخ 18 / 02 / 1437ه ولائحته التنفيذية الصادرة بالقرار الوزاري رقم (93737) وتاريخ 11 / 06 / 1437 ه، فقد تم تأسيس) جمعية مركز الملك سلمان الاجتماعي (من الأشخاص التالية أسماؤهم:

·       الملك/ سلمان بن عبد العزيز آل سعود 
·       الأمير/ تركي بن عبد الله بن عبد الرحمن آل سعود 
·       الأمير/ سعود بن عبد الله ثنيان آل سعود 
·       الأمير/ الوليد بن طلال بن عبد العزيز آل سعود 
·       معالي الشيخ/ عبد الله بن علي صالح النعيم 

·       الأستاذ / إبراهيم بن عبد العزيز الطوق 
·       الدكتور / حسن بن عبد الله كامل
·       الدكتور / راشد بن محمد عبد الله أبا الخيل
·       الأستاذ / رفيق بهاء الدين الحريري رحمه الله 
·       السادة / شركة عبد العزيز الجميح 
·       الأستاذ / صالح بن عبد الله الطعيمي رحمه الله 
·       الأستاذ / صلاح بن إبراهيم الحجيلان
·       الأستاذ / عبد الرحمن بن عبد الله الموسى 
·       الأستاذ / عبد الرحمن بن علي الجريسي 
·       الأستاذ / عبد العزيز بن علي الشويعر
·       الأستاذ / عبد الله بن حسن النعيم
·       الأستاذ / فهد بن عبد الله العويضة رحمه الله 
·       الأستاذ / محمد المعجل الفرج رحمه الله 
·       الأستاذ / محمد بن صالح بن سلطان رحمه الله 
·       الدكتور /ناصر بن إبراهيم الرشيد
·       الأستاذ / يوسف بن حمدان الحمدان
·       الأستاذ / يوسف عبد الله الفيز

## الرؤية
أن نكون المساهم الأول في خدمة المجتمع وتنميته وتمكينه

## الرسالة
توفير خدمات اجتماعية تقوم على أساس من المعرفة والأداء والاستدامة كنموذج متميز للقطاع الثالث.

## القيم
·       الاحترام
·       العدالة
·       النزاهة
·       الإنجاز

·      التعاون

## الأهداف التشغيلية
أهداف تخدم جودة حياة الأسرة السعودية...
1-    تقديم الرعاية الطبية والنصائح الصحية والوقائية للأسر السعودية
2-    تقديم الاحتياجات الاجتماعية الاساسية والمشورة والتوجيه والمعلومات النافعة للأسر السعودية
3-    تقديم خدمات تناسب الكبار في الاسرة السعودية من خلال لقاءات ونشاطات وفعاليات اجتماعية وترفيهيه ورياضية
4-    تقديم التوعية الصحية التثقيفية للأسر السعودية
5-    تقديم العون للمرأة من خلال البرامج التدريبية النافعة التي تساعد الاسر السعودية المنتجة على العيش الكريم
أهداف تخدم التمكين المجتمعي...
1-    تمكين المركز من خلال تنمية موارده المالية سعيا لاستقلاله المالي بما يحقق استمرارية وتطوير ما يقدمه من خدمات
2-    تمكين شرائح المجتمع من ردم الهوة بين الأجيال بالوصل والتواصل المستمر والهادف من الاستفادة من خبرات الجيل السابق
3-    تمكين افراد المجتمع بمجالات العمل التطوعي الاجتماعي لخدمة المجتمع والكبار في الاسر السعودية بصفة خاصة
تمكين القطاع الخاص ومؤسسات القطاع الثالث للوفاء بمسؤولياتهم الاجتماعية

## الأهداف الاستراتيجية
1-    تحقيق التميز التشغيلي في الأداء
2- تطوير الموارد الذاتية 
3- النمو النوعي والكمي

## القضايا الأساسية للمركز
1-     الهوية: تغيير الصورة الذهنية وتعزيزها والمحافظة عليها
2-     الاستدامة: دعم وتعزيز الموارد البشرية وتنويع مصادر الإيرادات
3-     النمو: النمو والتطوير النوعي تمهيدا للنمو الافقي
4-     الشراكة: بناء شراكات ذات قيمة مضافة على المستويين المعرفي والاقتصادي
5- الابتكار: الانتقال من المرحلة النمطية إلى مرحلة الابتكار

## أعضاء مجلس الإدارة
| 01 | سمو الأمير | سعود بن عبد الله بن محمد بن ثنيان آل سعود        | رئيس مجلس الإدارة      |
| 02 | الأستاذ    | زيد بن سلطان بن محمد الحسين                      | نائب رئيس مجلس الإدارة |
| 03 | الدكتور    | غازي بن فيصل سعيد بن زقر                         | المشرف المالي          |
| 04 | المهندس    | المهندس أحمد بن عبد الله عثمان التويجري          | عضو المجلس             |
| 05 | الدكتور    | الدكتور عبد الرحمن بن عبد الله محمد العبد القادر | عضو المجلس             |
| 06 | الأستاذ    | الأستاذ محمد بن حمد عبد العزيز الجميح            | عضو المجلس             |
| 07 | الدكتورة   | مي بنت ناصر عبد الرحمن المعمر                    | عضو المجلس             |

## لجنة الترشيح والمكافآت
| 01 | المهندس  | أحمد بن عبد الله عثمان التويجري عضو المجلس | رئيساً |
| 02 | الدكتورة | مي بنت ناصر عبد الرحمن المعمر عضو المجلس   | عضواً  |
| 03 | المهندس  | أحمد بن عبد الرحمن محمد البسام عضو مستقل   | عضواً  |

## لجنة المراجعة
| 01 | الأستاذ | عبد المحسن بن عبد العزيز فارس الفارس رئيس اللجنة كعضو مستقل | رئيساً |
| 02 | الأستاذ | زيد بن سلطان محمد الحسين نائب رئيس مجلس الإدارة             | عضواً  |
| 03 | الأستاذ | محمد بن حمد عبد العزيز الجميح عضو المجلس                    | عضواً  |

## الأهداف
يهدف المركز إلى رعاية فئة الكبار وخدمتهم بأساليب علمية حديثة تنسجم مع القيم الإسلامية العريقة وتساند الأسرة في رعاية كبارها، وتشغل أوقات فراغ الكبار ببرامج علمية وترويحية وعلاجية مفيدة وتحافظ على التواصل بين كبير السن ومحيطه الأسري والاجتماعي ومن أهم أهدافه: بيان أهمية بر الوالدين من الناحيتين الدينية والدنيوية، وتجنيب الكبار الوحدة والاكتئاب، وتقديم الرعاية الطبية والنصائح الصحية والوقائية لهم، وإتاحة الفرصة لهم للإسهام في تقديم معرفتهم وخبراتهم للمجتمع من خلال المركز بأسلوب علمي. كما يهدف إلى مساهمة الاختصاصيين في دراسة وتقويم وضع كبار السن الذين يحتاجون إلى الخدمات والمساندة والإرشاد، وتنمية وسائل وأساليب خدمتهم وتقّبل اقتراحاتهم والأخذ بآرائهم وتلبية احتياجاتهم، إلى جانب تمكينهم من اكتساب مزيد من الخبرة والمعرفة وتنمية القدرة لديهم على التأقلم مع متغيرات المجتمع وإيقاع العصر.

## الخدمات
يقدم المركز خدماته وفق توجهين رئيسين هما: خدمات برامج جودة الحياة بكافة وجوهها الرياضية والصحية والثقافية والترفيهية، وكذلك مناشط التمكين المجتمعي التي يغطيها المركز من خلال الاستثمار الاجتماعي والاستثمار المعرفي.
ويعد المركز من أقدم المراكز في المملكة التي بدأت بتفعيل برامج جودة الحياة للارتقاء بمستوى نمط حياة الأسرة وهي: البرامج الثقافية والاجتماعية؛ ويشمل تنظيم البرامج والمسابقات الثقافية العامة والمحاضرات العلمية وإقامة الندوات واللقاءات المفتوحة والأيام العالمية، وقسم الرعاية الصحية الهادف إلى النهوض بالوعي الصحي عند جميع فئات المجتمع للحد والتوعية من بعض الأمراض المنتشرة في المجتمع بالتعاون مع شركاء المركز من الجهات المختصة كوزارة الصحة، بالإضافة إلى خدمات العلاج الطبيعي والتغذية والتحاليل الطبية والتوجيه والإرشاد النفسي وعيادات الطبيب الزائر، وقسم الأنشطة الرياضية.
كما تشمل برامج جودة الحياة برنامج «سمي» الذي تم تصميمه لكبيرات السن من أجل تلبية احتياجاتهن، كما سعى المركز إلى تقديم خدمات في مختلف الجوانب لتحقيق النفع في بيئة اجتماعية وجو أسري جنبًا إلى جنب مع تعزيز التواصل الاجتماعي وربط الأجيال لتعزيز الروابط الأسرية ضمن عدة مسارات (المسار التطويري، والمسار الاجتماعي، ومسار التحفيز الصحي).